# Zheng Lulu
Zheng Lulu (chiń. 鄭璐璐; ur. 24 stycznia 1987) – chińska kolarka torowa, srebrna medalistka mistrzostw świata.
Największym sukcesem w karierze Zheng Lulu jest zdobycie wspólnie z Gong Jinjie srebrnego medalu w sprincie drużynowym na mistrzostwach świata w Manchesterze w 2008 roku. Chinki uległy tam tylko brytyjskiemu duetowi: Victoria Pendleton i Shanaze Reade, a wyprzedziły Niemki: Danę Glöss i Miriam Welte.